# Ljudevit Vukotinović
Ljudevit Farkaš Vukotinović, původně Ludwig Farkaš (13. ledna 1813 Záhřeb – 17. března 1893 tamtéž) byl chorvatský spisovatel a politik (križevacký župan v letech 1861–1867).
Spolu s řadou dalších romantických spisovatelů se účastnil Ilyrského hnutí a je proto považován za obrozence. Ilyrské hnutí považoval Vukotinović jako skutečný romantický směr; vnímal ho v širším kontextu. Psal především milostné básně, byl ale také autorem románů i dramat. V roce 1838 vydal sbírku básní a povídek Pjesme i pripovijetke (Básně a povídky), v roce 1841 pak Ruže i trnje (Růže a trní), o šest let později následovaly Pjesme (Básně) a v roce 1862 nakonec Trnule (Trnky). Jeho tvorba byla značně sentimentálního charakteru. Vukotinović byl také vášnivým fejetonistou. Účastnil se prací na jednom z obrozeneckých časopisů (Kolo).
Podobně jako Stanko Vraz, další Ilyrista, si Vukotinović nechal změnit příjmení do více chorvatsky znějící podoby. Jeho politické názory stály na federalistických představách Rakouska a také obhajobě austroslavismu. Byl jedním z prvních členů JAZU.
Kromě literární tvorby se ale také věnoval i botanice, nebo mineralogii. Popsal řadu neznámých biologických druhů v oblastech, kde působil a vytvořil první geologickou mapu Chorvatska (zdokumentoval geologickou podobu Liky, Samoboru, Záhřebu a Moslavacké hory.